# Svartkragad skrika
Svartkragad skrika (Cyanolyca armillata) är en fågel i familjen kråkfåglar inom ordningen tättingar. Den hittas i bergsskogar i norra delen av Anderna i Sydamerika. Beståndet anses vara livskraftigt.

## Utseende och läte
Svartkragad skrika är en mycket vacker blå kråkfågel. Båda könen är djupt koboltblå, med något ljusare hjässa och en svart ögonmask som förbinds med ett tunt svart bröstband. Jämfört med turkosskrikan är den djupare blå, med mindre konstraterande ljus hjässa och strupe.

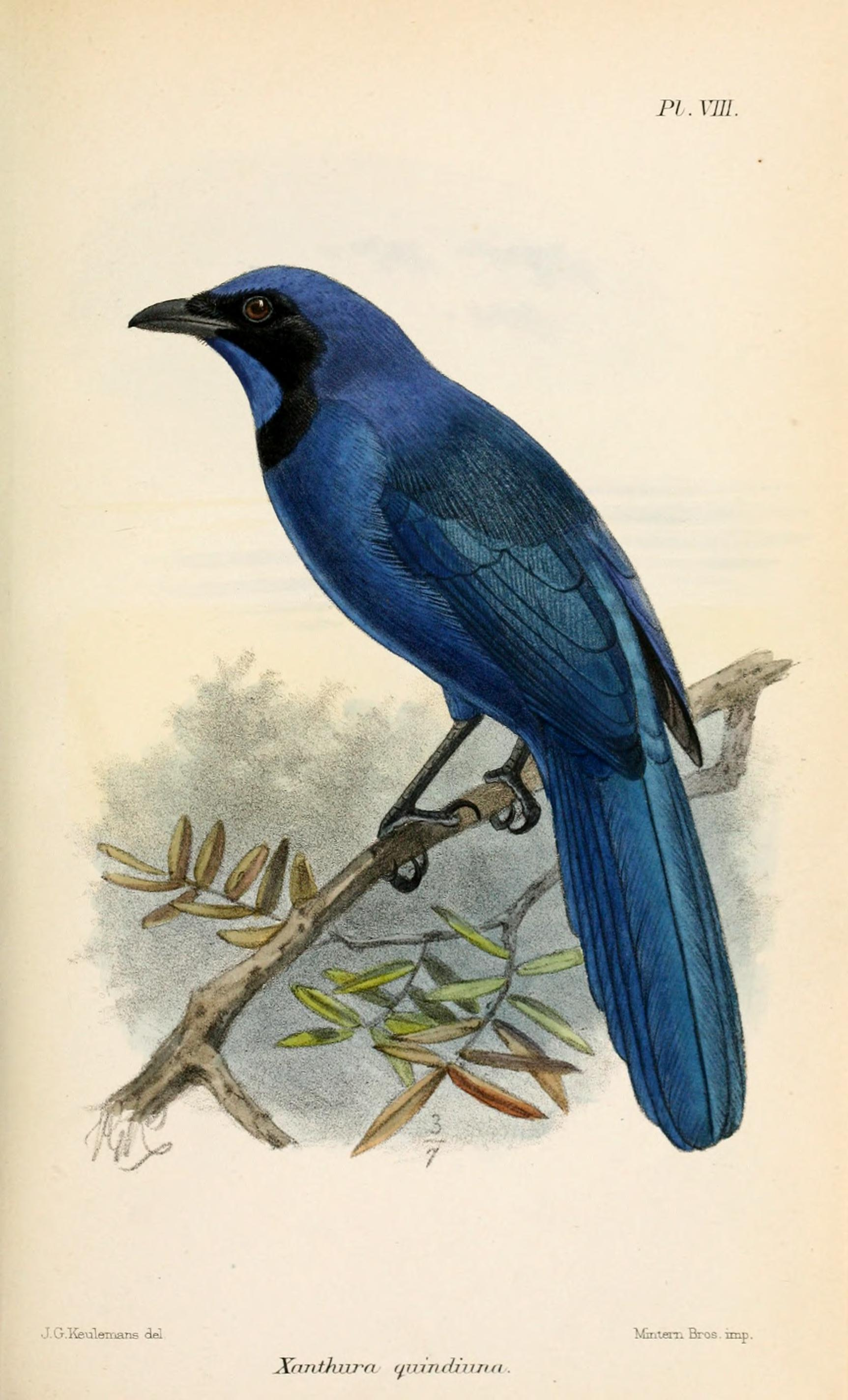

## Utbredning och systematik
Svartkragad skrika förekommer i Anderna i norra Sydamerika. Den delas in i tre underarter med följande utbredning:
- Cyanolyca armillata quindiuna – förekommer i Anderna i södra Colombia och norra Ecuador (östra Carchi och nordvästra Napo)
- armillata-gruppen
- Cyanolyca armillata armillata – förekommer i Anderna i östra Colombia och västra Venezuela
- Cyanolyca armillata meridana – förekommer i Anderna i nordvästra Venezuela (till Trujillo)

Sedan 2016 urskiljer Birdlife International och naturvårdsunionen IUCN quindiuna som den egna arten "quindioskrika". 

## Levnadssätt
Svartkragad skrika hittas i Andernas subtropiska zon. Där ses den i par eller smågrupper i molnskog och skogsbryn på mellan cirka 1800 och 3000 meters höjd. Arden är generellt ovanlig till sällsynt.

## Status
IUCN bedömer hotstatus för underartsgrupperna (eller arterna) var för sig, båda som livskraftiga.